# Ołeksandr Kozakewycz
Ołeksandr Wołodymyrowycz Kozakewycz, ukr. Олександр Володимирович Козакевич (ur. 9 sierpnia 1975 w Odessie) – ukraiński piłkarz, grający na pozycji napastnika.

## Kariera piłkarska

### Kariera klubowa
Wychowanek Szkoły Piłkarskiej Czornomoreć Odessa. W 1992 rozpoczął karierę piłkarską w drugiej drużynie Czornomorca Odessa. W sezonie 1994/95 występował w farm-klubie SK Odessa, a już 17 sierpnia 1995 debiutował w składzie Czornomorca Odessa. Na początku 1999 został piłkarzem Polissia Żytomierz. Latem 2000 przeszedł do Polihraftechniki Oleksandria. W lipcu 2001 rozegrał 3 mecze w barwach Zirki Kirowohrad, po czym powrócił do Polihraftechniki Oleksandria, który w następnym sezonie zmienił nazwę na FK Oleksandria. W sezonie 2003/04 bronił barw Nywy Winnica, po czym ponownie wrócił do odrodzonego PFK Oleksandria. W 2005 grał w klubie Dnister Owidiopol, w którym zakończył karierę piłkarską. Potem przez 2 lata jeszcze występował w amatorskich zespołach Soniaczna Dołyna Odessa, FK Bielajewka, Junha-Dnister i Torpedo Odessa.

## Sukcesy i odznaczenia

### Sukcesy klubowe
- wicemistrz Ukrainy: 1996
- brązowy medalista Pierwszej Lihi Ukrainy: 2001